# اوروه‌پیتانت
اوروه‌پیتانت (انگلیسی: Orvepitant) دارویی است که به عنوان یک آنتاگونیست انتخابی برای گیرنده NK1 عمل می‌کند.